# توكوشيما (مدينة)
مدينة توكوشيما (بالإنجليزية: Tokushima)‏ هي أحد المدن التابعة لمحافظة توكوشيما. تأسست رسميًا في 1889-10-01. ويقدر عدد سكانها بـ 266370 نسمة حسب تقدير مكتب الإحصاء الياباني لعام 2012. تبلغ مساحة توكوشيما 191.39 كم2. بكثافة سكانية تبلغ 1392 نسمة/كم2.

## المناخ
يظهر الجدول التالي التغييرات المناخية على مدار السنة لتوكوشيما:
| البيانات المناخية لـتوكوشيما      | البيانات المناخية لـتوكوشيما | البيانات المناخية لـتوكوشيما | البيانات المناخية لـتوكوشيما | البيانات المناخية لـتوكوشيما | البيانات المناخية لـتوكوشيما | البيانات المناخية لـتوكوشيما | البيانات المناخية لـتوكوشيما | البيانات المناخية لـتوكوشيما | البيانات المناخية لـتوكوشيما | البيانات المناخية لـتوكوشيما | البيانات المناخية لـتوكوشيما | البيانات المناخية لـتوكوشيما | البيانات المناخية لـتوكوشيما |
| الشهر                             | يناير                        | فبراير                       | مارس                         | أبريل                        | مايو                         | يونيو                        | يوليو                        | أغسطس                        | سبتمبر                       | أكتوبر                       | نوفمبر                       | ديسمبر                       | المعدل السنوي                |
| --------------------------------- | ---------------------------- | ---------------------------- | ---------------------------- | ---------------------------- | ---------------------------- | ---------------------------- | ---------------------------- | ---------------------------- | ---------------------------- | ---------------------------- | ---------------------------- | ---------------------------- | ---------------------------- |
| متوسط درجة الحرارة الكبرى °م (°ف) | 9.3 (48.7)                   | 9.7 (49.5)                   | 13.0 (55.4)                  | 18.7 (65.7)                  | 23.0 (73.4)                  | 25.8 (78.4)                  | 29.7 (85.5)                  | 31.1 (88.0)                  | 27.4 (81.3)                  | 22.2 (72.0)                  | 17.0 (62.6)                  | 12.0 (53.6)                  | 19.9 (67.8)                  |
| المتوسط اليومي °م (°ف)            | 5.4 (41.7)                   | 5.7 (42.3)                   | 8.7 (47.7)                   | 14.3 (57.7)                  | 18.6 (65.5)                  | 22.1 (71.8)                  | 26.1 (79.0)                  | 27.2 (81.0)                  | 23.7 (74.7)                  | 18.1 (64.6)                  | 12.9 (55.2)                  | 7.9 (46.2)                   | 15.9 (60.6)                  |
| متوسط درجة الحرارة الصغرى °م (°ف) | 1.9 (35.4)                   | 2.1 (35.8)                   | 4.6 (40.3)                   | 10.0 (50.0)                  | 14.5 (58.1)                  | 18.9 (66.0)                  | 23.2 (73.8)                  | 24.0 (75.2)                  | 20.6 (69.1)                  | 14.6 (58.3)                  | 9.1 (48.4)                   | 4.1 (39.4)                   | 12.3 (54.2)                  |
| الهطول مم (إنش)                   | 46.2 (1.82)                  | 56.3 (2.22)                  | 83.1 (3.27)                  | 130.9 (5.15)                 | 136.6 (5.38)                 | 229.6 (9.04)                 | 168.6 (6.64)                 | 178.4 (7.02)                 | 307.8 (12.12)                | 141.7 (5.58)                 | 96.9 (3.81)                  | 37.9 (1.49)                  | 1٬614 (63.54)                |
| متوسط تساقط الثلوج سم (إنش)       | 3 (1.2)                      | 3 (1.2)                      | 0 (0)                        | 0 (0)                        | 0 (0)                        | 0 (0)                        | 0 (0)                        | 0 (0)                        | 0 (0)                        | 0 (0)                        | 0 (0)                        | 0 (0)                        | 6 (2.4)                      |
| متوسط الرطوبة النسبية (%)         | 62                           | 62                           | 63                           | 67                           | 70                           | 76                           | 79                           | 76                           | 74                           | 69                           | 67                           | 63                           | 69                           |
| ساعات سطوع الشمس الشهرية          | 156.3                        | 143.0                        | 169.2                        | 173.3                        | 191.6                        | 147.8                        | 190.2                        | 213.3                        | 150.9                        | 158.2                        | 145.9                        | 154.1                        | 1٬993٫8                      |
| المصدر: NOAA (1961-1990)          |                              |                              |                              |                              |                              |                              |                              |                              |                              |                              |                              |                              |                              |

## توأمة
لتوكوشيما (مدينة) اتفاقيات توأمة مع كل من:
- ساغيناو
- ليريا
- داندونغ
- أوبيهيرو
- سنداي

## معرض صور

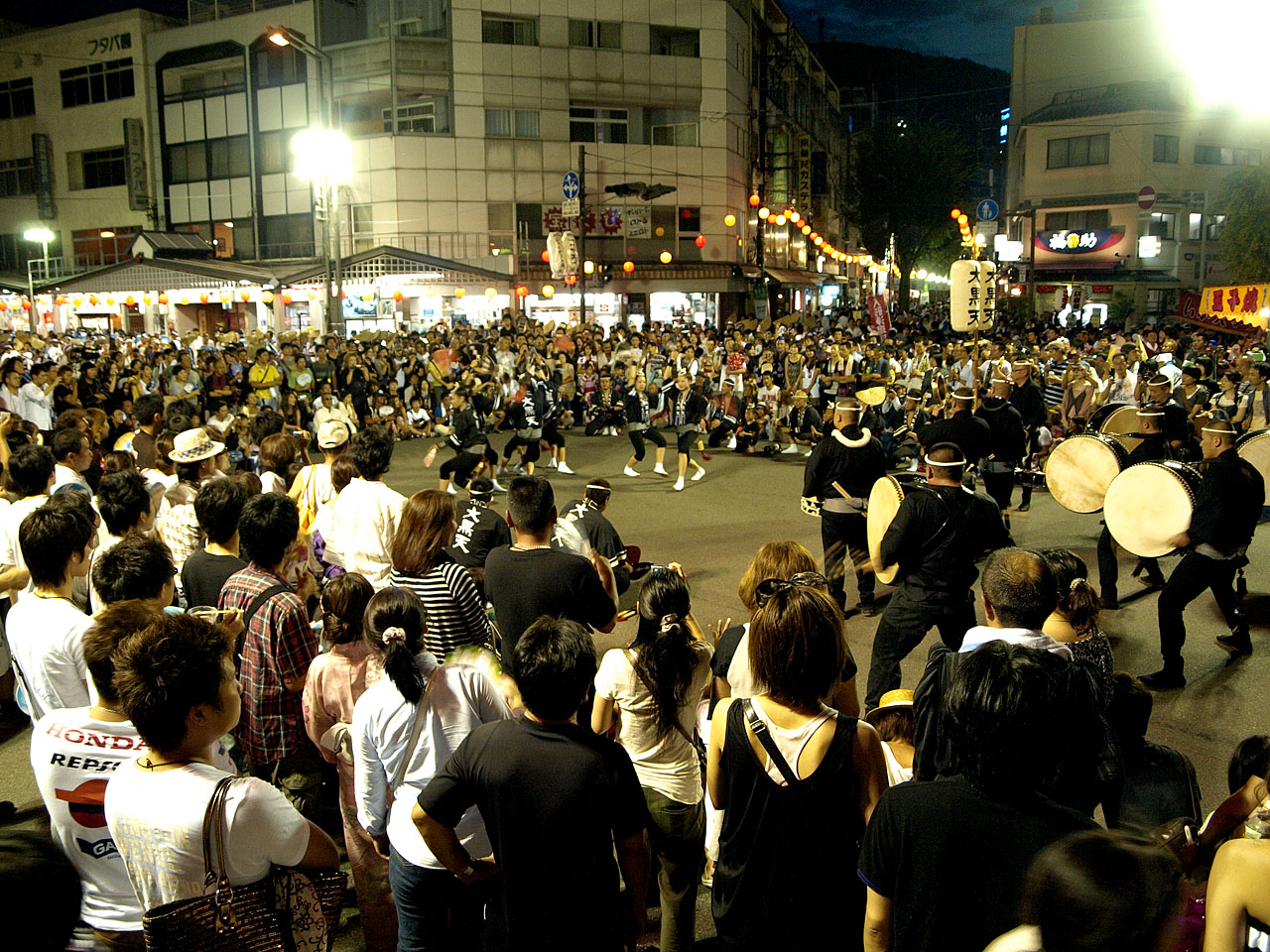
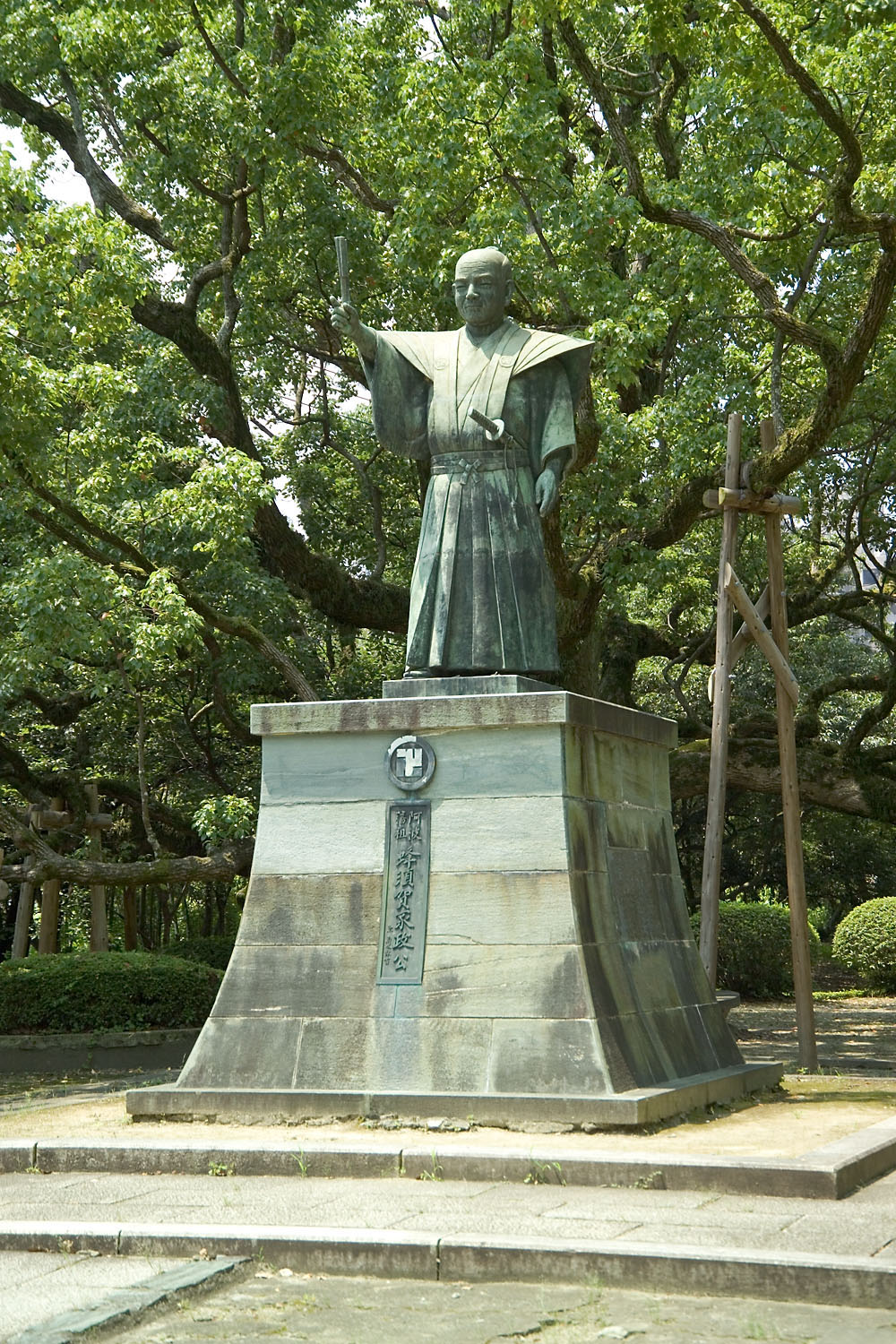
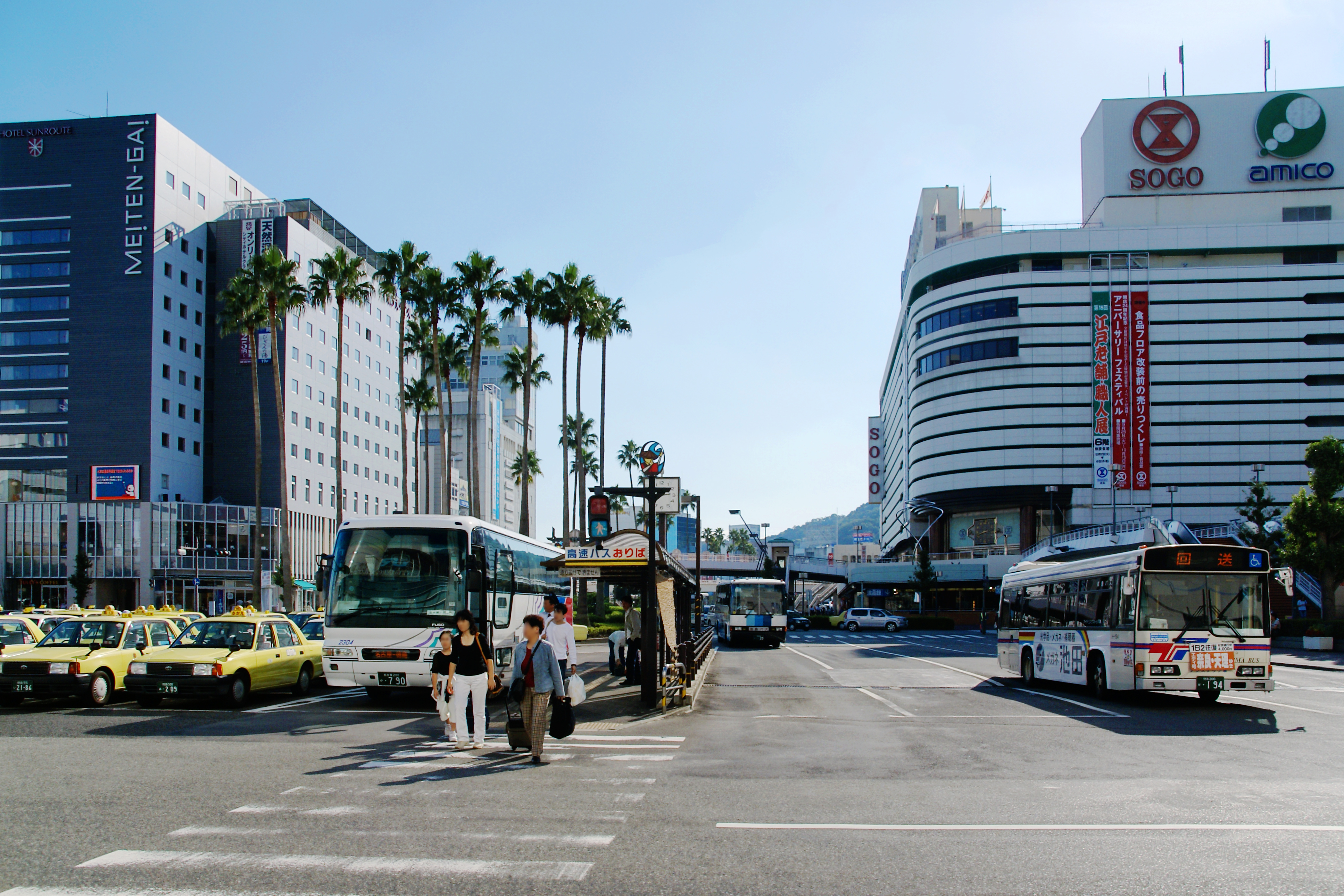

## أعلام
- نانا يتشيسي